# N889 (België)
De N889 verbindt Champlon met Forrières waar hij aansluit op de N899. De weg is ruim 17 kilometer lang en kent een nogal bochtig parcours door de Ardeense bossen.

## Plaatsen langs de N889
- Champlon
- Nassogne
- Ambly
- Forrières